# Geneseo (Illinois)
Geneseo és una ciutat dels Estats Units a l'estat d'Illinois. Segons el cens del 2000 tenia 6.480 habitants.

## Demografia
Segons el cens del 2000, Geneseo tenia 6.480 habitants, 2.707 habitatges, i 1.810 famílies. La densitat de població era de 620,8 habitants/km².
Dels 2.707 habitatges en un 30% hi vivien nens de menys de 18 anys, en un 56,3% hi vivien parelles casades, en un 7,6% dones solteres, i en un 33,1% no eren unitats familiars. En el 30,7% dels habitatges hi vivien persones soles el 18,7% de les quals corresponia a persones de 65 anys o més que vivien soles. El nombre mitjà de persones vivint en cada habitatge era de 2,35 i el nombre mitjà de persones que vivien en cada família era de 2,94.
Per edats la població es repartia de la següent manera: un 24,4% tenia menys de 18 anys, un 6% entre 18 i 24, un 25,4% entre 25 i 44, un 23% de 45 a 60 i un 21,3% 65 anys o més.
L'edat mediana era de 41 anys. Per cada 100 dones de 18 o més anys hi havia 84 homes.
La renda mediana per habitatge era de 40.760 $ i la renda mediana per família de 51.455 $. Els homes tenien una renda mediana de 38.990 $ mentre que les dones 22.794 $. La renda per capita de la població era de 20.115 $. Aproximadament el 3,3% de les famílies i el 5,3% de la població estaven per davall del llindar de pobresa.

## Poblacions properes
El següent diagrama mostra les poblacions més properes.